# Челнокова
Челно́кова (рос. Челнокова) — присілок у складі Абатського району Тюменської області, Росія.
Населення — 181 особа (2010, 260 у 2002).
Національний склад станом на 2002 рік:
- росіяни — 86 %